# Erlenschaumzikade

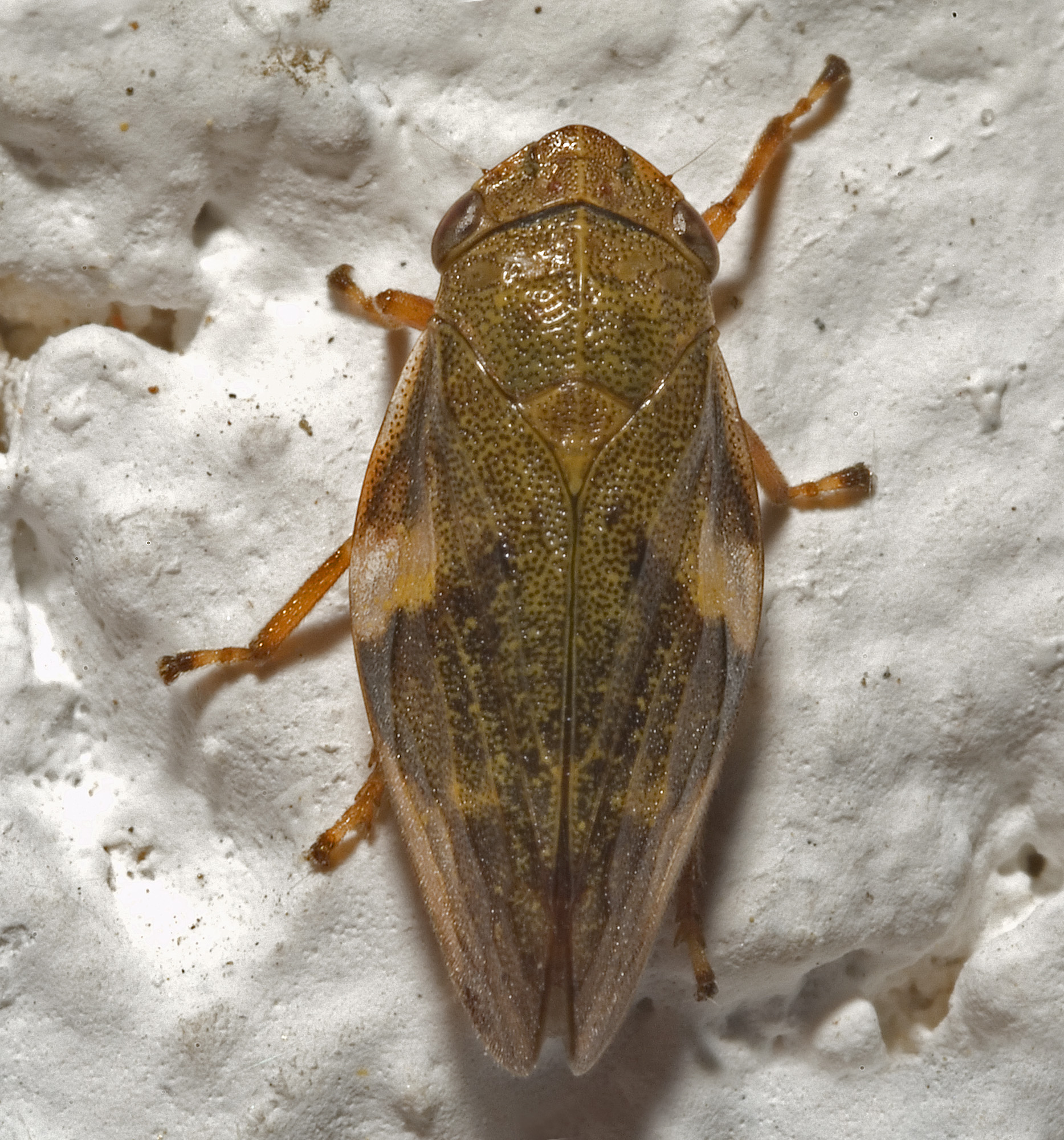
Erlenschaumzikade

Erlenschaumzikaden (Aphrophora alni) sind Rundkopfzikaden (Cicadomorpha) aus der Familie der Schaumzikaden (Aphrophoridae). Kennzeichnendes Merkmal der Familie ist, dass ihre Larven in selbst erzeugten Schaumnestern leben. Dieser sogenannte „Kuckucksspeichel“ (englisch cuckoo-spit), regional auch als „Hexenspucke“ bezeichnet, findet sich häufig auf Wiesen an Gräsern und krautigen Pflanzen, zum Teil auch an Sträuchern. Die Erlenschaumzikade ist eine der häufigsten Schaumzikaden in ihrem Verbreitungsgebiet.

## Verbreitung und Lebensräume
Die Erlenschaumzikade kommt in der gesamten Paläarktis (Europa, Asien), Nordafrika und Kleinasien vor. Sie wurde nach Nordamerika in den 1920er Jahren eingeschleppt und ist hier eingebürgert.
Sie sind sehr eurytop, das heißt, sie kommen in den verschiedensten gehölzreichen, trockenen bis feuchten Biotopen von den Niederungen bis in Gebirgslagen bis etwa 1500 m vor. Sie besiedeln Waldränder, Hecken, Wiesen mit Gehölzaufwuchs sowie Gärten und Parks.

## Beschreibung
Die Erlenschaumzikade ist in der Grundfärbung braun. Ihre Vorderflügel sind derb-ledrig und mit zahlreichen Punktgruben besetzt. Sie sind fein behaart und tragen am Rand je zwei helle, strohfarbene Flecken: – ein großer in der Mitte, ein kleinerer im unteren Drittel. Das Schildchen (Scutellum) ist flach. Die Körperform ist im Umriss breit länglich-oval und spitz zulaufend. Erlenschaumzikaden erreichen Körperlängen zwischen 6 und 9 Millimeter, wobei die Weibchen meist etwas größer sind als die Männchen.
Der Kopf der Erlenschaumzikade ist von oben gesehen fast so breit wie der Halsschild (Pronotum). Kopf und Halsschild tragen einen medianen Kiel. Der Kopf verfügt über zwei Punktaugen (Ocelli), ein Paar Facettenaugen und ein Paar kurze, borstenförmige Fühler. Die Stirnplatte (Clypeus) ist von vorn und seitlich betrachtet mehr oder weniger blasenförmig vorgewölbt und beinhaltet die Saugpumpe. Wie alle Zikaden verfügen auch Erlenschaumzikaden über einen Saugrüssel zur Nahrungsaufnahme.
Die Beine sind kräftig ausgebildet. Die Füße (Tarsen) der Schaumzikade sind dreigliedrig. Die Schienen des hinteren Beinpaares (Tibien) sind rund. Sie tragen einen kräftigen und mehrere kleinere Dornen sowie einen Dornenkranz (Meron) an der Basis. Aufgrund der kräftigen Beine können erwachsene Schaumzikaden im Gegensatz zu den trägen Larven gut springen. Die mächtigen Dornen an ihren Hinterbeinen kommen ihnen beim Absprung zugute, da sie den Sprungbeinen Halt auf der Unterlage geben.

## Lebensweise

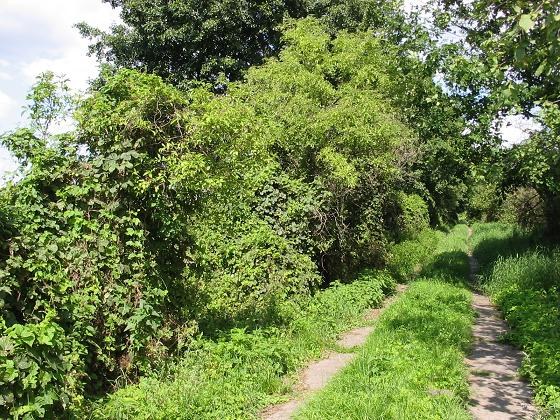
Hecken an Wegrändern sind typische Lebensräume für Erlenschaumzikaden

Die Erlenschaumzikaden sind sogenannte Stratenwechsler. Die erwachsenen Tiere leben an verschiedenen Gehölzen. Die Larven leben dagegen in den Kraut- und Strauchschichten in charakteristischen Schaumballen.

### Ernährung
Wie bei allen Zikaden erfolgt die Ernährung der Erlenschaumzikaden durch das Anstechen und Aussaugen bestimmter Pflanzenteile gewissermaßen wie durch einen Strohhalm. Zikaden sind auf flüssige Nahrung angewiesen. Schaumzikaden sind Xylemsauger. Der Xylemsaft der Leitungsbahnen ist im Gegensatz zum Phloem-Saft deutlich ärmer an Nährstoffen, weshalb davon sehr viel aufgenommen werden muss. Dies hat zur Folge, dass auch sehr viel Flüssigkeit wieder ausgeschieden wird.
Die meisten Zikadenarten sind auf bestimmte Nährpflanzen beschränkt. Erlenschaumzikaden sind dagegen polyphag, das heißt, sie nutzen mehrere Pflanzengattungen oder -familien. Nährpflanzen der erwachsenen Tiere sind vor allem Laubgehölze. Jene der Larven sind dikotyle krautige Pflanzen, teilweise auch die Adventivknospen von Gehölzen wie Weiden (Salix), Birken (Betula) oder Erlen (Alnus).

### Fortpflanzung und Entwicklung
Die erwachsenen Tiere leben zwischen Anfang Juni und Ende Oktober. Zur Eiablage wandern die Weibchen in die Krautschichten. Die Eier überwintern und im folgenden Frühjahr schlüpfen die Larven. Erlenschaumzikaden bilden nur eine Generation im Jahr, sie sind univoltin.
Die Entwicklung der Larven erfolgt über fünf Stadien, wobei sich mit zunehmendem Alter die Anlagen für die Organe des erwachsenen Tieres (Flügel, Genitalarmatur) bilden und vergrößern.

## Gefährdung und Schutz
Die Erlenschaumzikade genießt keinen gesonderten gesetzlichen Schutz. In Deutschland gilt sie als nicht gefährdet.